# Вудкок, Тони
Энтони Стюарт «Тони» Вудкок (англ. Anthony Stewart "Tony" Woodcock; 6 декабря 1955 года, Иствуд, Англия) — английский футболист, нападающий. Известен по выступлениям за «Ноттингем Форест» и сборную Англии. Становился обладателем Кубка европейских чемпионов в 1979 году с «Ноттингем Форест».

## Клубная карьера
Вудкок родился в Иствуде, воспитанник школы подготовки «Ноттингем Форест». В 1978 году «Ноттингем Форрест» стал чемпионом страны, а Вудкок был признан открытием года и получил награду лучшего молодого футболиста страны. После победы с «Ноттингем Форрест» в Кубке Чемпионов 1979 года, перешёл в Кёльн, где провел три сезона. С Кельном стал вице-чемпионом бундеслиги.
Он вернулся домой после чемпионата мира 1982 года, подписав контракт с Арсеналом за £ 500,000. Вудкок становился лучшим бомбардиром Арсенала в течение следующих четырёх сезонов, в сезоне 1983-84 он забил пять мячей в одной игре против Астон Виллы, установив тем самым пост-военный клубный рекорд. В 1985 году Вудкок получил серьезную травму, которая перечеркнула все его планы на предстоящий сезон, после чего он решил вернуться в Германию. За Арсенал Вудкок провел 168 матчей забив 68 мячей.

## Карьера в сборной
Вудкок дебютировал за сборную Англии в 1978 году против Северной Ирландии. Всего за сборную сыграл 42 игры, забив 16 мячей, сыграл на чемпионате мира 1982 года.

## Достижения
- Обладатель Кубка европейских чемпионов (1): 1978/79.
- Обладатель Суперкубка УЕФА (1): 1979.
- Лучший Молодой игрок года по версии ПФА (1): 1978.
- Обладатель Кубка Футбольной лиги (2): 1978, 1979.